# Alter Dom (Linz)

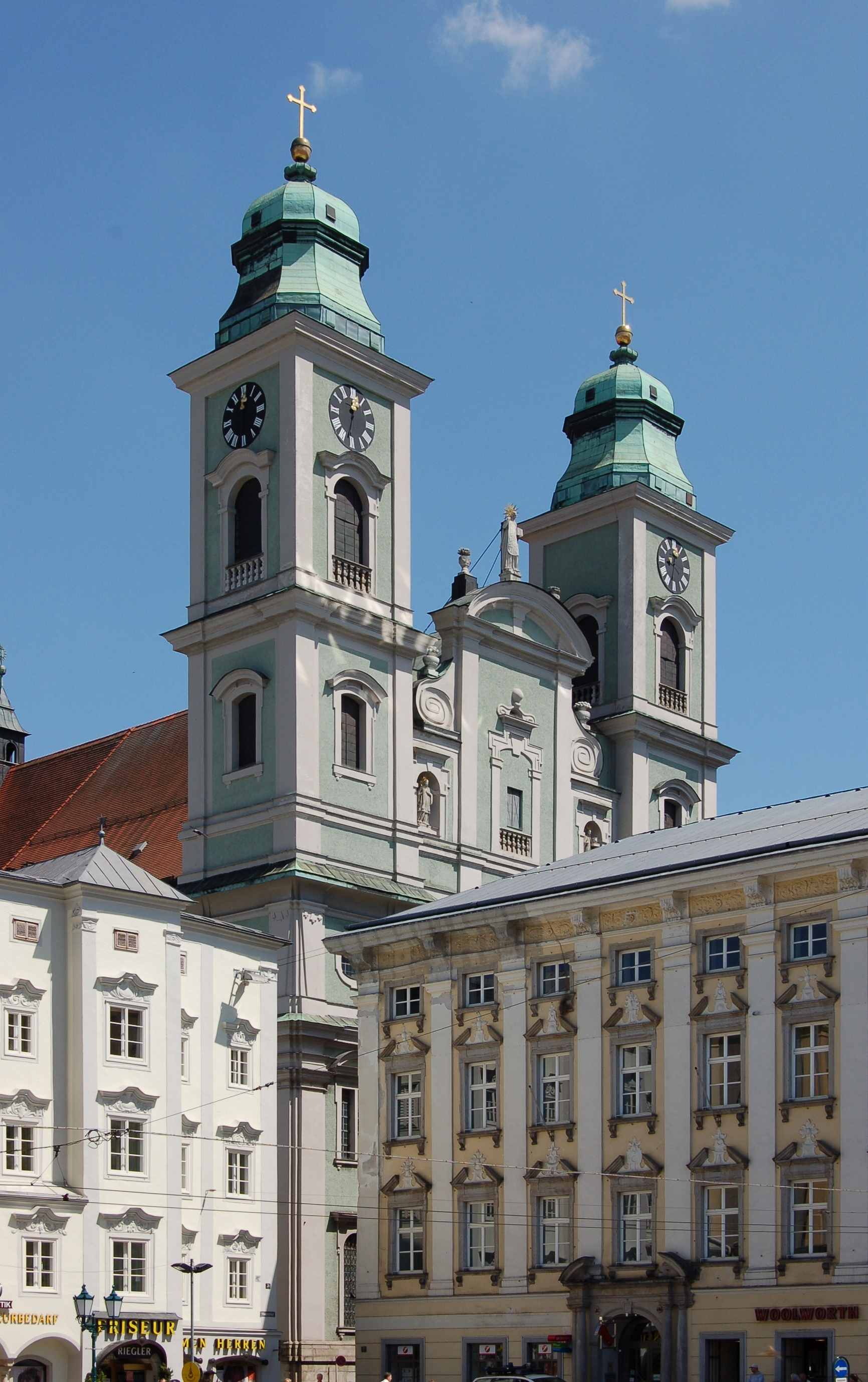
Der Alte Dom, vom Hauptplatz aus gesehen

Die römisch-katholische Jesuitenkirche mit dem Patrozinium des Heiligen Ignatius von Loyola, von 1785 bis 1909 Bischofskirche der Diözese Linz und daher auch Alter Dom genannt, befindet sich im Rathausviertel der oberösterreichischen Landeshauptstadt Linz. Die Kirche ist seit Herbst 2023 Rektoratskirche der Diözese Linz und Heimat der ukrainisch-katholischen Gemeinde Linz.

## Geschichte

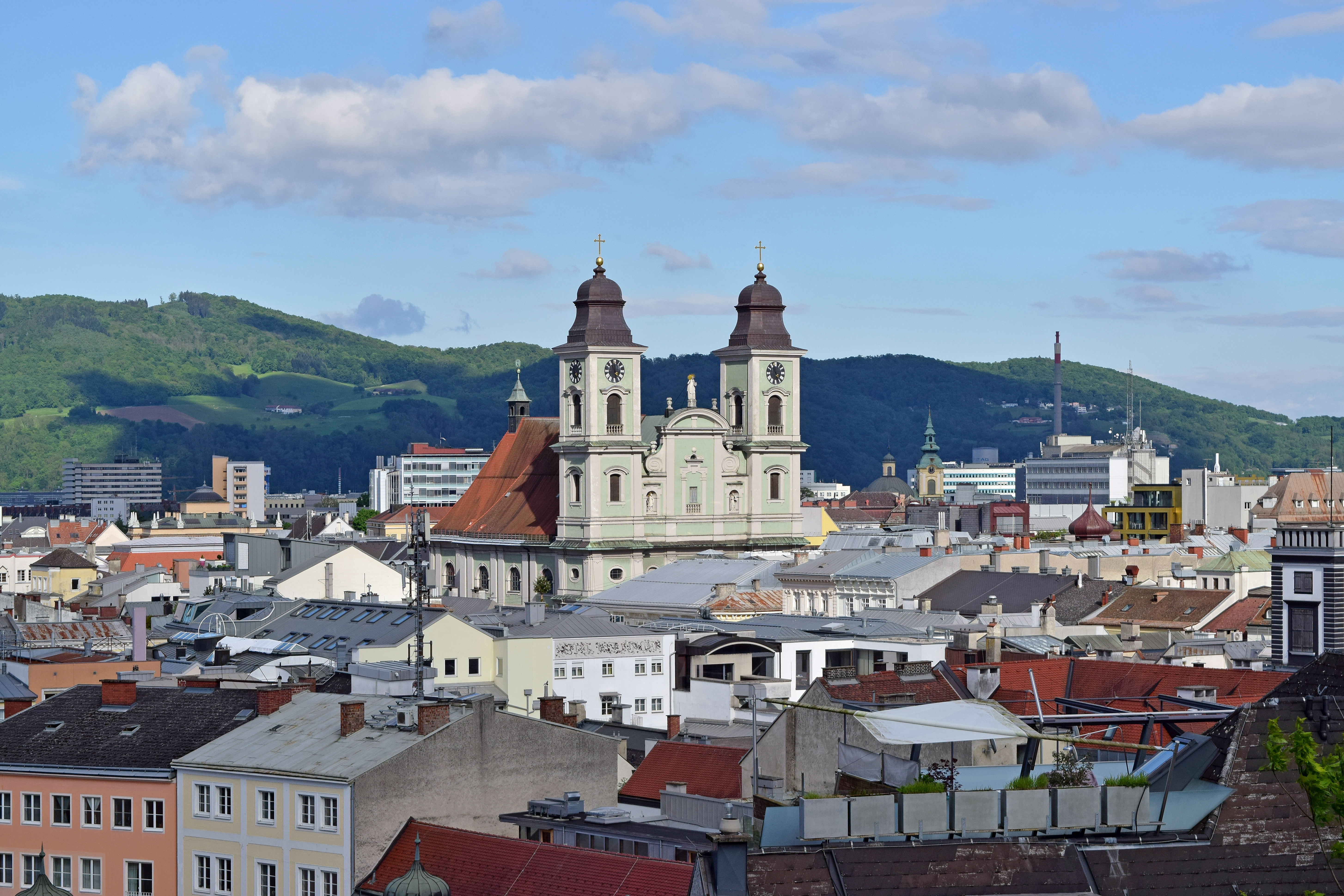
Blick vom Schloss zum Alten Dom

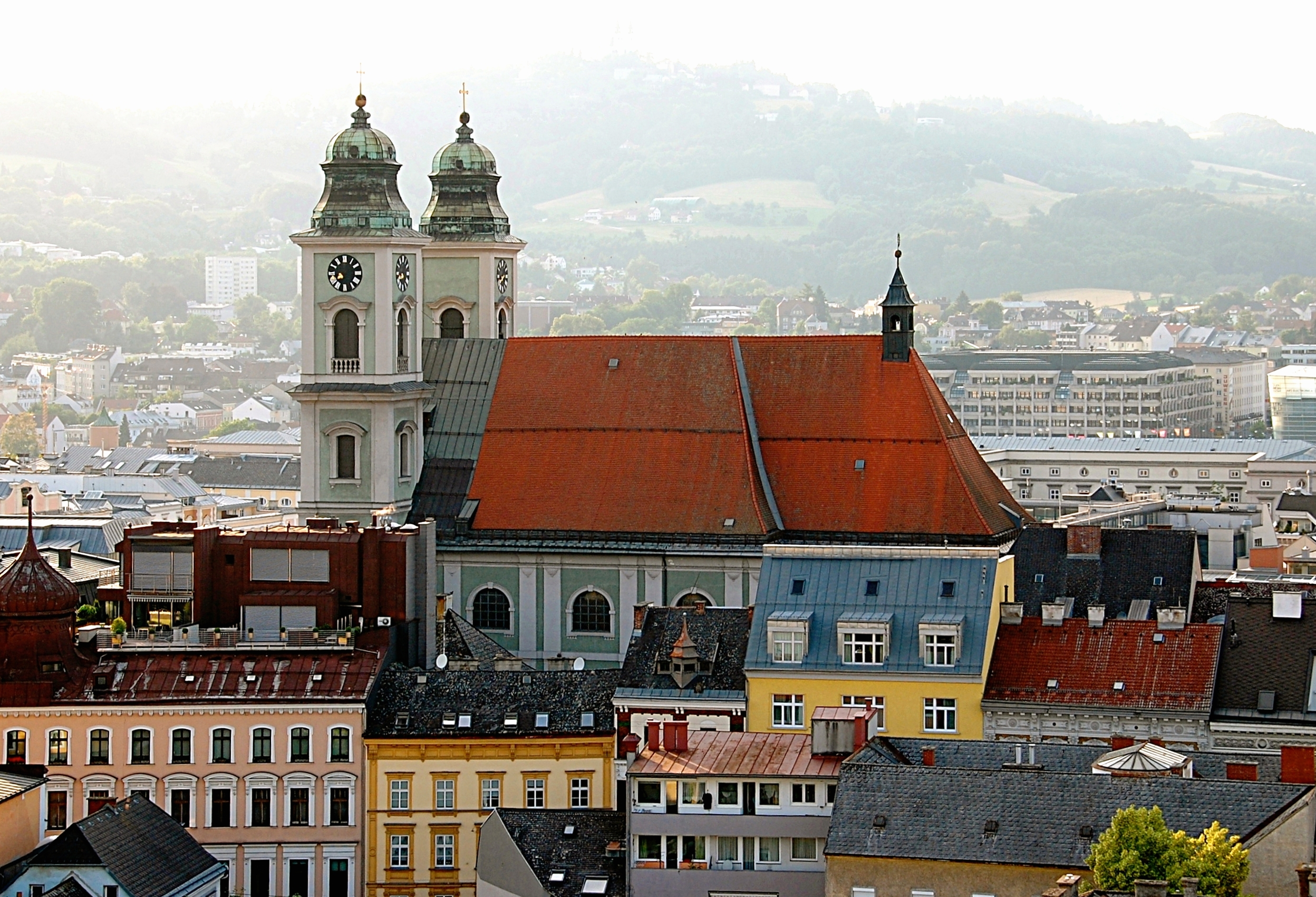
Der Alte Dom, Süd-Ost-Ansicht

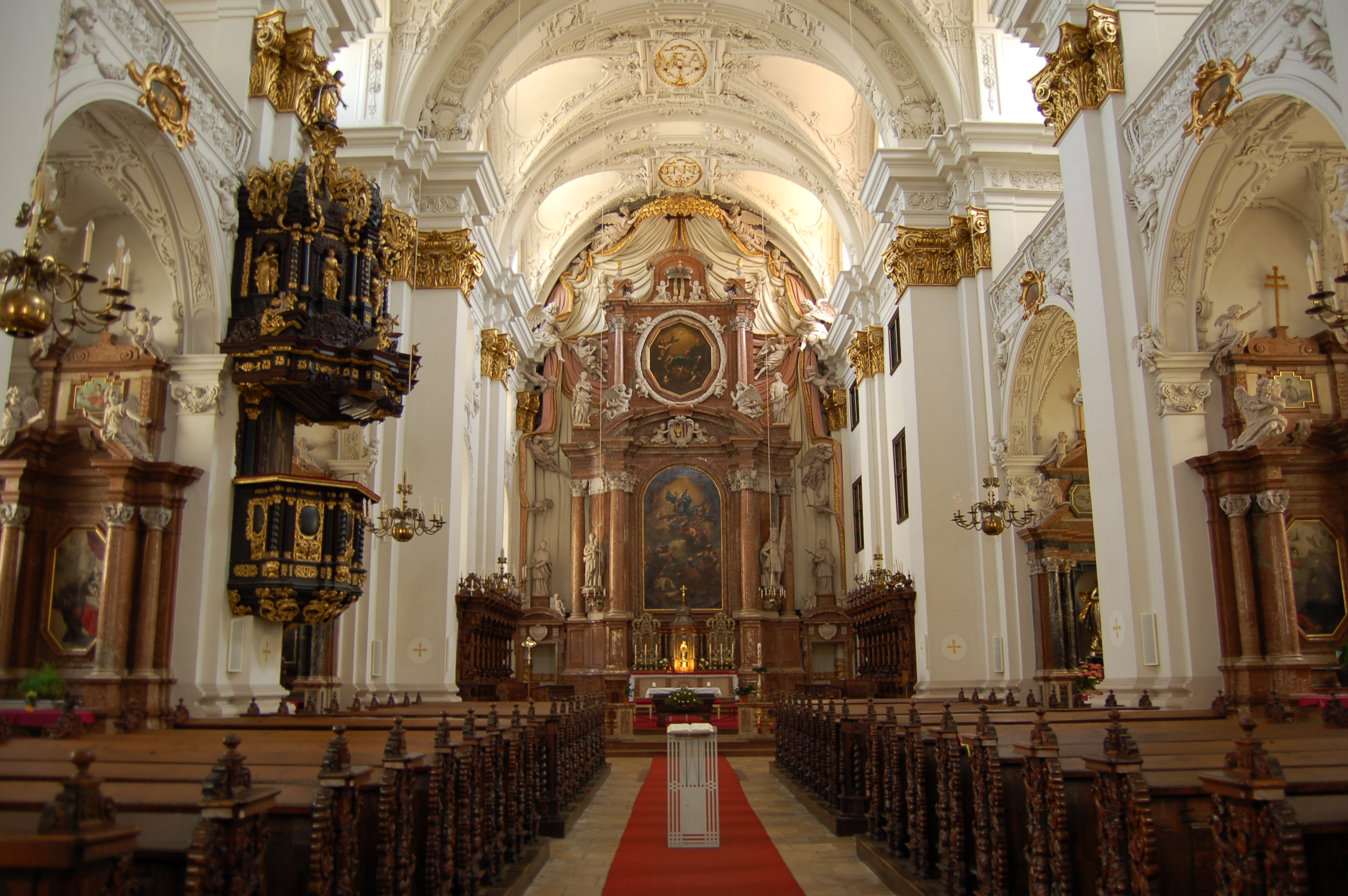
Innenraum

Die Grundsteinlegung erfolgte 1669 durch David Fuhrman im Auftrag des Jesuitenordens. Nach einer Bauzeit von knapp unter 10 Jahren wurde das Gebäude 1678 dem Gründer des Jesuitenordens, Ignatius von Loyola, geweiht. Der Architekt ist nicht bekannt; jedoch werden die Pläne dem Architekten Pietro Francesco Carlone zugeschrieben, mit Mitarbeit von Carlo Antonio Carlone.
1773 wurde der Jesuitenorden aufgehoben, und die ehemalige Ordenskirche in Linz stand daraufhin leer. Kaiser Joseph II. zwang die Diözese Passau mit einem Vertrag vom 4. Juli 1784 zum Verzicht auf ihre Pfarren in Oberösterreich und gründete die Diözese Linz. Nach der Bestätigung per päpstlicher Bulle vom 28. Januar 1785 durch Papst Pius VI. wurde der Passauer Weihbischof Ernest Johann Nepomuk Graf Herberstein als erster Bischof von Linz eingesetzt. Dieser wählte die immer noch unbenutzte ehemalige Jesuitenkirche als Kathedrale, anstelle der zuerst dafür vorgesehenen Stadtpfarrkirche.
Gegen Ende des 19. Jahrhunderts war Linz so stark gewachsen, dass der Platz in der Kathedrale nicht mehr ausreichte. Bischof Rudigier ließ daraufhin eine neue, größere Kathedrale errichten (den heutigen Neuen Dom). Nachdem der Neue Dom 1909 die Funktion der Bischofskirche von Linz übernommen hatte, kehrten die Jesuiten in ihre ehemalige Ordenskirche zurück und betreuten sie erneut. Seitdem wird sie als Alter Dom bezeichnet. 2023 verließen die Jesuiten nach 400 Jahren Präsenz Linz und den Alten Dom.
Seit Herbst 2023 ist die Kirche eine Rektoratskirche der Diözese Linz und wird von Bischofsvikar Slawomir Dadas betreut, zudem dient sie der ukrainischen griechisch-katholischen Gemeinde Linz als Ort für Gottesdienste im byzantinischen Ritus.

## Inneres
Der Dom ist einschiffig, zeichnet sich jedoch durch seine Weiträumigkeit aus. Dem Baustil des Barock entsprechend ist das Innere leuchtend hell und hat seitliche Kapellennischen. Über dem Eingangstor befinden sich Wappen der Grafengeschlechter Starhemberg, Weissenwolf und Kuefstein.

### Hochaltar

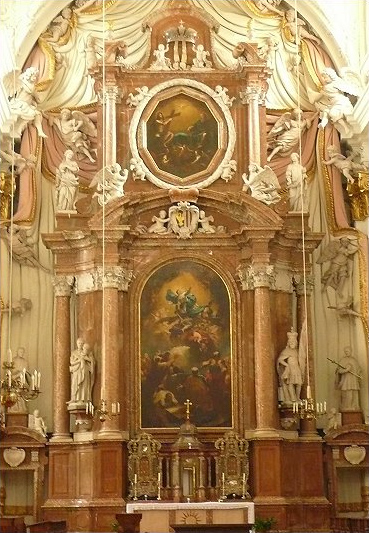
Hochaltar

Der Hochaltar ist ein Meisterwerk von Giovanni Battista Colomba und Giovanni Battista Barberini. Das Altarbild zeigt Mariens Aufnahme in den Himmel. Ursprünglich befand sich dort ein Bildnis des hl. Ignatius. Dieses Bild wurde allerdings ersetzt durch eben das Marienbild. Das Bild stammt ursprünglich aus der Schwarzspanierkirche in Wien.

### Chorgestühl
Das Chorgestühl stammt aus dem Stift Garsten. Bischof Rudigier erwarb es, da ihm das vorhandene zu einfach war. Das Chorgestühl kam auf dem Wasserweg bis Mauthausen und per Pferd dann nach Linz.

### Kanzel
Besondere Aufmerksamkeit verdient die Kanzel mit ihrem wunderbaren Schalldeckel. An den vier Ecken befinden sich Engelsputten, dann die vier Evangelisten. In der Mitte befindet sich Jesus mit der Weltkugel als Verkünder des Evangeliums. Den Abschluss bildet die Statue von Johannes dem Täufer.

### Brucknerorgel

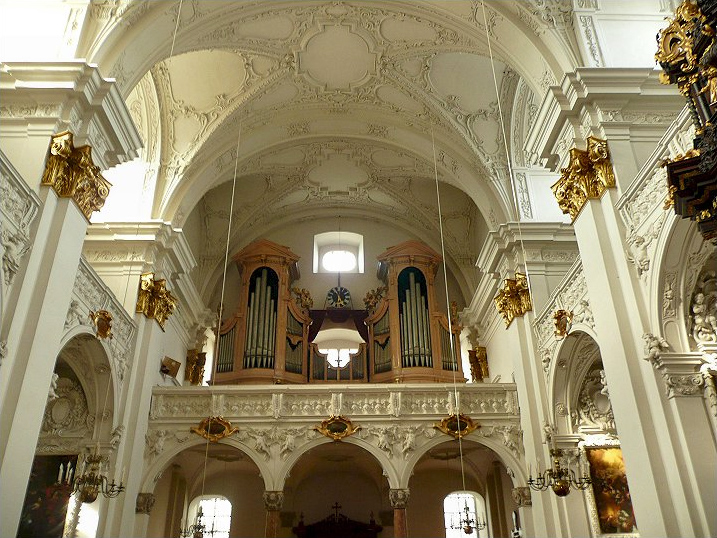
Brucknerorgel

Die Linzer Brucknerorgel ist in mehrerer Hinsicht eine herausragende Denkmalorgel: wegen ihrer Qualität, ihrem Bezug zu Anton Bruckner, ihrer Größe und ihres Erhaltungszustandes.
Sie wurde von 1768 bis 1770 von Franz Xaver Chrismann für die Stiftskirche Engelszell angefertigt. Nach der Säkularisation des Klosters wurde er angewiesen, das Instrument nach Linz zu verfrachten, um sie in einem neu entworfenen Orgelgehäuse in der gerade inaugurierten Domkirche einzubauen. Aus dem Protokoll des Stadtmagistrats vom 20. Juni 1786 geht hervor, dass man vorhatte, die Empore um über 3 Meter (10 Fuß = 3,16 Meter) abzusenken. Das Tieferlegen der Empore und die damit verbundenen Arbeiten wurden 1792 abgeschlossen; die Arbeiten an der Orgel durch Franz Xaver Chrismann dauerten noch bis 1795. Bei den Renovierungs- und Umbauarbeiten im Inneren des Domes 1853–1857 wurde die Orgel wieder vollständig abgetragen, da man den Emporenboden wieder geringfügig anhob. Anton Bruckner, der 1856–1868 Domorganist war, ließ sie danach peu à peu nach seinen Wünschen umgestalten. Die Arbeiten, die Josef Breinbauer durchführte, dauerten bis 1867. Unter anderem wurden das Blockwerk durch Schleifladen registrierbar gemacht und die vorhandenen Halbregister voll ausgebaut. Breinbauer setzte zudem das Rückpositiv in die Mitte des Gehäuses, hinter den Spieltisch. Auch nach seiner Übersiedlung nach Wien kam Bruckner häufig nach Linz zurück, um auf dem nach seinen Klangvorstellungen adaptierten und von ihm geschätzten Instrument zu improvisieren. 1979/80 erneuerte Rieger-Orgelbau sämtliche Zungenstimmen, ließ die sonstige Grundsubstanz der Orgel jedoch weitgehend unangetastet. 
Die im hergebrachten Zustand erhaltene Schleifladen-Orgel verfügt über drei Manuale und Pedal mit insgesamt 32 Registern; die Spiel- und Registertrakturen sind mechanisch. 2016 wurde sie von Kuhn restauriert.
Eine Gedenktafel an der Fassade des Alten Domes erinnert an Anton Bruckners Wirken als Linzer Domorganist.
| I Hauptwerk CDEFGA–c3 |     |
| Pordun                | 16′ |
| Salicional            | 8′  |
| Coppel                | 8′  |
| Quint                 | 6′  |
| Octav                 | 4′  |
| Piccolo               | 4′  |
| Quint                 | 3′  |
| Superoctav            | 2′  |
| Mixtur VII            |     |
| Cornett IV            |     |

| II Mittelmanual CDEFGA–c3 |     |
| Flauto                    | 16′ |
| Principal                 | 8′  |
| Coppel                    | 8′  |
| Gamba                     | 8′  |
| Vox humana                | 8′  |
| Echo                      | 8′  |
| Octav                     | 4′  |
| Flöte                     | 4′  |
| Fagott (B)                | 8′  |
| Trombete (D)              | 8′  |

| III Oberwerk CDEFGA–c3 |    |
| Principal              | 8′ |
| Coppel                 | 8′ |
| Salicet                | 8′ |
| Spitzfloete            | 4′ |
| Quint                  | 3′ |
| Superoctav             | 2′ |
| Mixtur III             |    |

| Pedal CDEFGA–gis0 |          |
| Principalbaß II   | 16′ + 8′ |
| Subbaß            | 16′      |
| Octavbass         | 8′       |
| Pedal Mixtur VI   |          |
| Pombarton         | 16′      |

### Gräber
Im Alten Dom befindet sich das Grab von Maria Elisabeth, einer Tochter von Maria Theresia. Ebenso sind alle Jesuiten, die vor der Auflösung verstorben sind, hier begraben. Auch heute ist der Dom wieder Begräbnisort für die Jesuiten des Domes und des Kollegiums Aloisianum am Freinberg. Die zwischen 1785 und 1924 verstorbenen Bischöfe von Linz wurden ebenfalls im Alten Dom bestattet. Die Särge wurden nach der Fertigstellung des Neuen Doms in die neue Kathedrale verlegt.